# Nessi Tausendschön

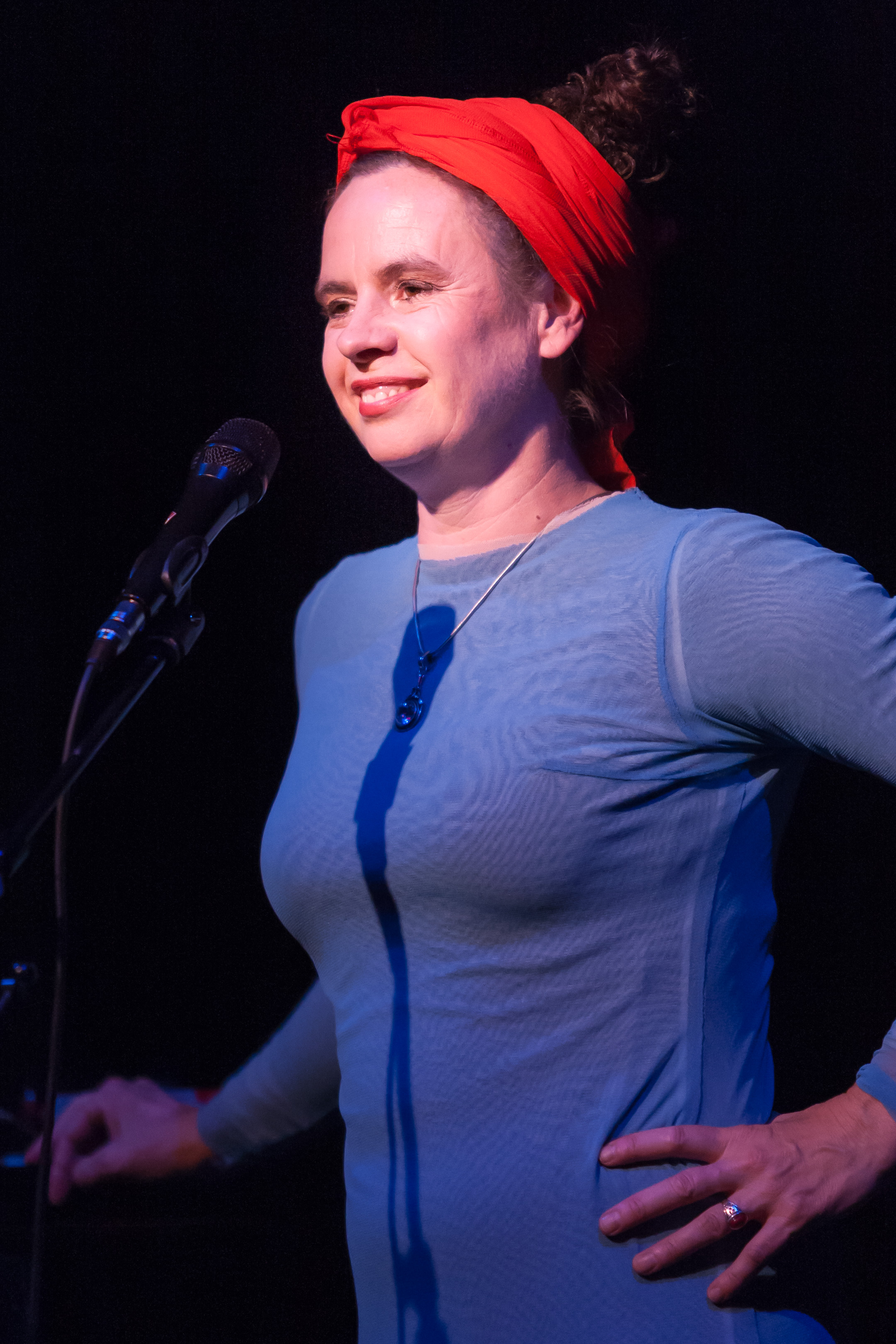
Nessi Tausendschön (2008)

Nessi Tausendschön (* 24. September 1960 als Annette Maria Marx in Hannover) ist eine deutsche Diseuse und Kabarettistin.

## Leben
Marx besuchte das Gymnasium Unter den Eichen Uetze. Nach ihrem Abschluss als Zierpflanzengärtnerin im Jahr 1983 studierte sie an der Friedrich-Alexander-Universität Erlangen-Nürnberg Theaterwissenschaften, Germanistik und iberoromanische Philologie. Ab 1987 sang sie in verschiedenen Rock- und Jazzbands. 1989 trat sie mit dem Programm Ich sing Dir in die Ohren Kleines erstmals als Solokünstlerin in Erscheinung. Ihren Künstlernamen wählte sie in Anlehnung an die volkstümliche Bezeichnung des Gänseblümchens. Inzwischen ist sie auch immer wieder in verschiedenen Kabarettsendungen im Fernsehen zu sehen. Daneben trat sie 2008 am Arosa Humor-Festival auf. Nessi Tausendschön wurde mit dem Deutschen Kabarettpreis, dem Salzburger Stier und dem Deutschen Kleinkunstpreis in der Sparte Chanson/Musik/Lied ausgezeichnet. Unter der Schirmherrschaft von Ministerpräsidentin Malu Dreyer wurden am 15. September 2023 drei herausragende Kabarettistinnen, Nessi Tausendschön, Hannelore Kaub und Lore Krainer (posthum), mit Sternen der Satire auf dem Walk of Fame des Kabaretts vor dem Deutschen Kabarettarchiv gewürdigt.

## Programme
- 1989: Ich sing Dir in die Ohren Kleines, solo
- 1991: Ach wie gut, dass niemand weiss, dass ich auf den Prinzen scheiss!, solo
- 1995: Klappe, Nessi die erste …, solo
- 1997: Herz, mein Herz – Nessi Tausendschön singt jetzt doch Liebeslieder, solo
- 2004: Frustschutz
- 2006: Restwärme mit Band
- 2007: Perlen und Säue
- 2009: Das Beste
- 2010: Hide and speak mit William Mackenzie (Gitarre)
- 2011: Die wunderbare Welt der Amnesie mit William Mackenzie (Gitarre)
- 2015: Knietief im Paradies
- 2018: 30 Jahre Zenit

## CDs
- 1992: Kami & Kaze (mit Heinrich Hartl)
- 1996: Madame Cellophan
- 1999: Herz, mein Herz, live
- 2000: Königin von Deutschland
- 2005: Frustschutz
- 2007: Restwärme
- 2008: Hide and Speak (mit William MacKenzie)
- 2009: Perlen und Säue
- 2012: Die wunderbare Welt der Amnesie (mit William MacKenzie)
- 2016: Knietief im Paradies
- 2018: 30 Jahre Zenit

## Auszeichnungen
- 1999: Deutscher Kabarettpreis (Sonderpreis)
- 2000: Salzburger Stier
- 2000: Handelsblatt Kabarettpreis im Kom(m)ödchen Düsseldorf
- 2001: Kleinkunstpreis Hasper Hammer, Hagen
- 2003: Deutscher Kleinkunstpreis (Chanson/Musik/Lied)
- 2006: Kabarettpreis Theresienstein in Hof
- 2008: Publikums- und Jurypreis beim Kiep in Haltern
- 2008: Jurypreis beim Großen Kleinkunstfestival in Berlin
- 2023: Sterne der Satire – Walk of Fame des Kabaretts in Mainz